# 牛頓鎮區 (密歇根州卡爾霍恩縣)
牛頓鎮區（英語：Newton Township）是位於美國密歇根州卡爾霍恩縣的一個行政鎮區。

## 地方資料
牛頓鎮區的面積為94.20平方千米，當中陸地面積為93.20平方千米，而水域面積為1.00平方千米。根據2020年美國人口普查的數據，當地共有人口2781人，而人口密度為每平方千米29.52人。